# 드바라바티
드바라바티(태국어: ทวารวดี)는 대략 7세기에서 11세기까지 태국 중부 지역에 존재하던 몬족의 고대 왕국 또는 문화권이다.

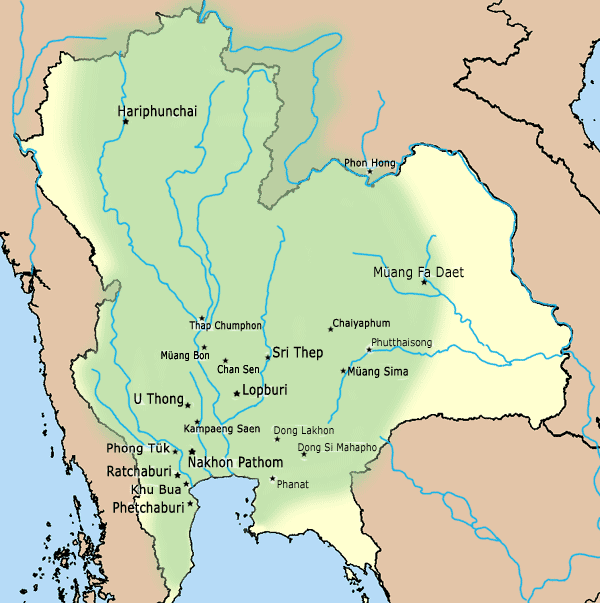

## 같이 보기
- 몬족
- 몬어